# Land (manga)
Pour les articles homonymes, voir Land.
Land (ランド, Rando) est un seinen manga de Kazumi Yamashita, prépublié dans le magazine Morning entre mars 2014 et juillet 2020 et publié par l'éditeur Kōdansha en un total de onze volumes reliés. La version française est publiée par Mangetsu.
La série remporte le 25e Grand Prix du Prix culturel Osamu-Tezuka 2021.

## Manga
Land est scénarisé et illustré par Kazumi Yamashita et prépublié dans le Morning entre le 13 mars 2014 et le 9 juillet 2020. Il est publié au format tankōbon par l'éditeur Kōdansha en un total de onze volumes sortis entre le 23 avril 2015 et le 18 septembre 2020.
La version française est publiée par Mangetsu avec un premier volume sorti le 10 janvier 2024.

### Liste des volumes
| no | Japonais          | Japonais          | Français        | Français          |
| no | Date de sortie    | ISBN              | Date de sortie  | ISBN              |
| -- | ----------------- | ----------------- | --------------- | ----------------- |
| 1  | 23 avril 2015     | 978-4-06-388402-9 | 10 janvier 2024 | 978-2-38281-897-8 |
| 2  | 20 novembre 2015  | 978-4-06-388459-3 | 14 février 2024 | 978-2-38281-478-9 |
| 3  | 22 juillet 2016   | 978-4-06-388624-5 | 10 avril 2024   | 978-2-38281-640-0 |
| 4  | 23 janvier 2017   | 978-4-06-388699-3 |                 |                   |
| 5  | 22 septembre 2017 | 978-4-06-510273-2 |                 |                   |
| 6  | 23 mars 2018      | 978-4-06-511093-5 |                 |                   |
| 7  | 21 septembre 2018 | 978-4-06-512801-5 |                 |                   |
| 8  | 22 mars 2019      | 978-4-06-514956-0 |                 |                   |
| 9  | 20 septembre 2019 | 978-4-06-517134-9 |                 |                   |
| 10 | 23 mars 2020      | 978-4-06-518921-4 |                 |                   |
| 11 | 18 septembre 2020 | 978-4-06-520765-9 |                 |                   |

## Accueil
Land se classe 13e de la liste Kono Manga ga sugoi! 2016 du top 20 des meilleurs mangas pour un public masculin. La série se classe à la 50e place de la 17e liste "Book of the Year" du magazine Da Vinci aux côtés de What Did You Eat Yesterday ?. En décembre 2019, le magazine Brutus (ja) inclut la série dans sa liste des « mangas les plus dangereux », qui comprend des œuvres sur les thèmes les plus « stimulants » et qui invitent le plus à réfléchir.
La série remporte le 25e Grand Prix du Prix culturel Osamu-Tezuka 2021,.